# علم اوفاق
علم اوفاق موفق کردن شکلی است که عدد مجموع سطور آنچه افقی چه عمودی و چه مورب با هم برابر باشد. در این صورت شکل را موفق می‌خوانند. در نتیجه این تنظیم، انرژی‌های مستودع در متن کلماتی که(آیات، اذکار، عزائم و ...) به صورت عدد در آمده و در مربع موفق شده، کانونی شده و تأثیر خود را در عالم مثال شروع می‌نمایند. البته استخراج عزایم و مواکل از مربع و قرائت آن در ساعات و زمان‌های خاص به تعداد لازم در این خصوص لازم و واجب است.

## نام گذاری
چون جمع عددی سطرهای تمامی اشکال در علم اوفاق، چه به صورت افقی و چه به صورت عمودی در هر شکل، باید عدد ثابتی باشد، بدین منظور به تمامی آن‌ها اسم مربع گفته می‌شود ولی در ادامه، تعداد خان‌ها و توضیح شکل نیز ذکر و اسم وفق(کد شکل) آن کامل می‌گردد. یعنی وقتی می‌گوئیم: مربع چهار در چهار خماسی، یعنی شکلی که جمع اعداد سطرهای عمودی و افقی آن که جمعاً شانزده خانه و هر خانه آن مرکب از پنج خانه است، موفق است. دیگر این نام قابل تسرّی به شکل دیگری غیر از آن شکلی که منظور نویسنده است نمی‌باشد و دقیقاً همانی است که منظور نویسنده است.

## شعر
اشعار و اشارات زیادی در بیان غوامض این علم سروده شده‌است. نمونه زیر یکی از آنهاست.
| حکمای زمانه ماضی        |  | که همه اهل دانشند و هنر   |
| وضع در هندسه نهادستند   |  | که بود بیت خانه نه پیکر   |
| وضع نامش بود سه اندر سه |  | بنگارم کنون به نقش صور    |
| عدد نقش خانه دور ببین   |  | هست از اعداد نام هفت اختر |
| شش جهاتست خانه ششمین    |  | خانه چهار نیست نه بشمر    |
| خانه پنجمین که میزانست  |  | شکل پنجست ای فرشته سیر    |
| ششمین خانه یک عدد دارد  |  | هفتمین خانه چار طبع مگر   |

و ... .
ادامه اشعار در انواع خواص و طریقه کدگذاری و فعال سازی این وفق بیاناتی دارد.

## طریق پر کردن و موفق سازی
نکته:تکرار عدد باعث خروج وفق از حالت توفیق است.
۱- اعداد.
۲- وفق.
۳- کسرها.

## انواع وفق‌ها
الف) تقسیمات اَشکالی. 

## مربع
مربعات ثوانی، ثلاثی، رباعی و خماسی.
۱- عددی.
۲- ذوالکتابه.

## مثلث
مثلث کامل، مثلث هندی، مثلث دوپا، خاتم سلیمانی، صنوبری و ... . 

مربع سه در سه در وفق اصلی خود

مثلث غریب‌الوجودِ کثیرالتاثیر

## دایره
ب) تقسیمات عددی.
زوج‌الزوج.
زوج‌الفرد.
زوج‌الفرد.
فردالفرد.

## مزاج و وفق
کامل‌ترین لوح در علم اوفاق لوح چهار در چهار است که از نظر مزاجی نیز حائز اهمیت و قدرت کامل است. هر لوحی در این علم بسته جریان‌سازی آن در امور مورد نیاز می‌تواند مزاج قالب داشته باشد. در شکل زیر لوح مربع آتشی ارائه شده‌است.
| ۱  | ۱۴ | ۱۱ | ۸  |
| ۱۲ | ۷  | ۲  | ۱۳ |
| ۶  | ۹  | ۱۶ | ۳  |
| ۱۵ | ۴  | ۵  | ۱۰ |

## رک و رفد
مربع‌های تحبیب
سمیه زاده نسرین
محمدباقر زاده فاطمه

## لوح صد اندر صد
در منابع مسلمانان آمده است که اولین کسی که لوح صد اندر صد را تحریر کرد، علی بن ابی طالب بود.این لوح دارای تمام آیات و کلمات کتب آسمانی هست و همچنین اسم اعظم خدا